# Metnitztal

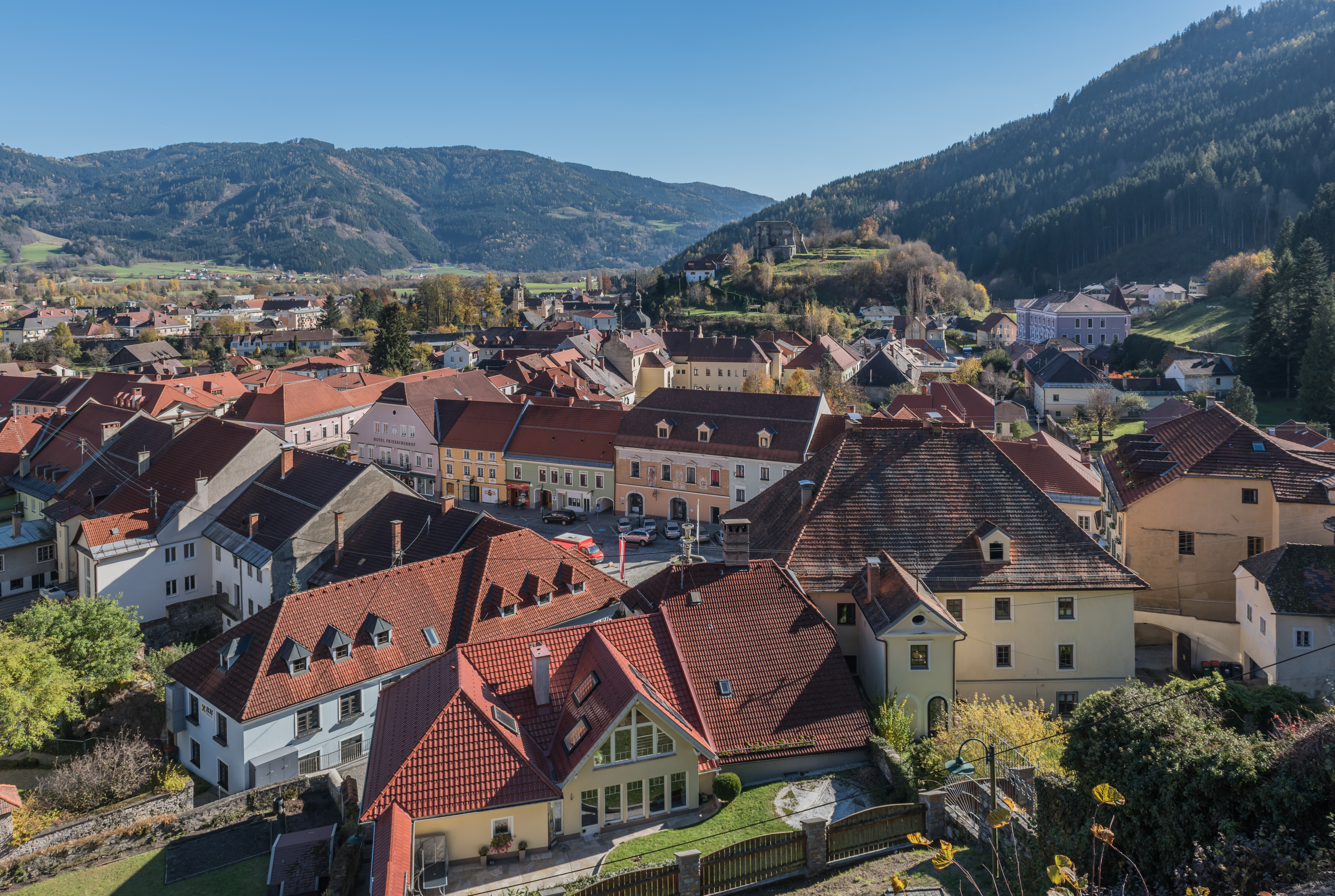
Friesach und das Friesacher Feld, gehört zum Metnitztal im weitesten Sinn

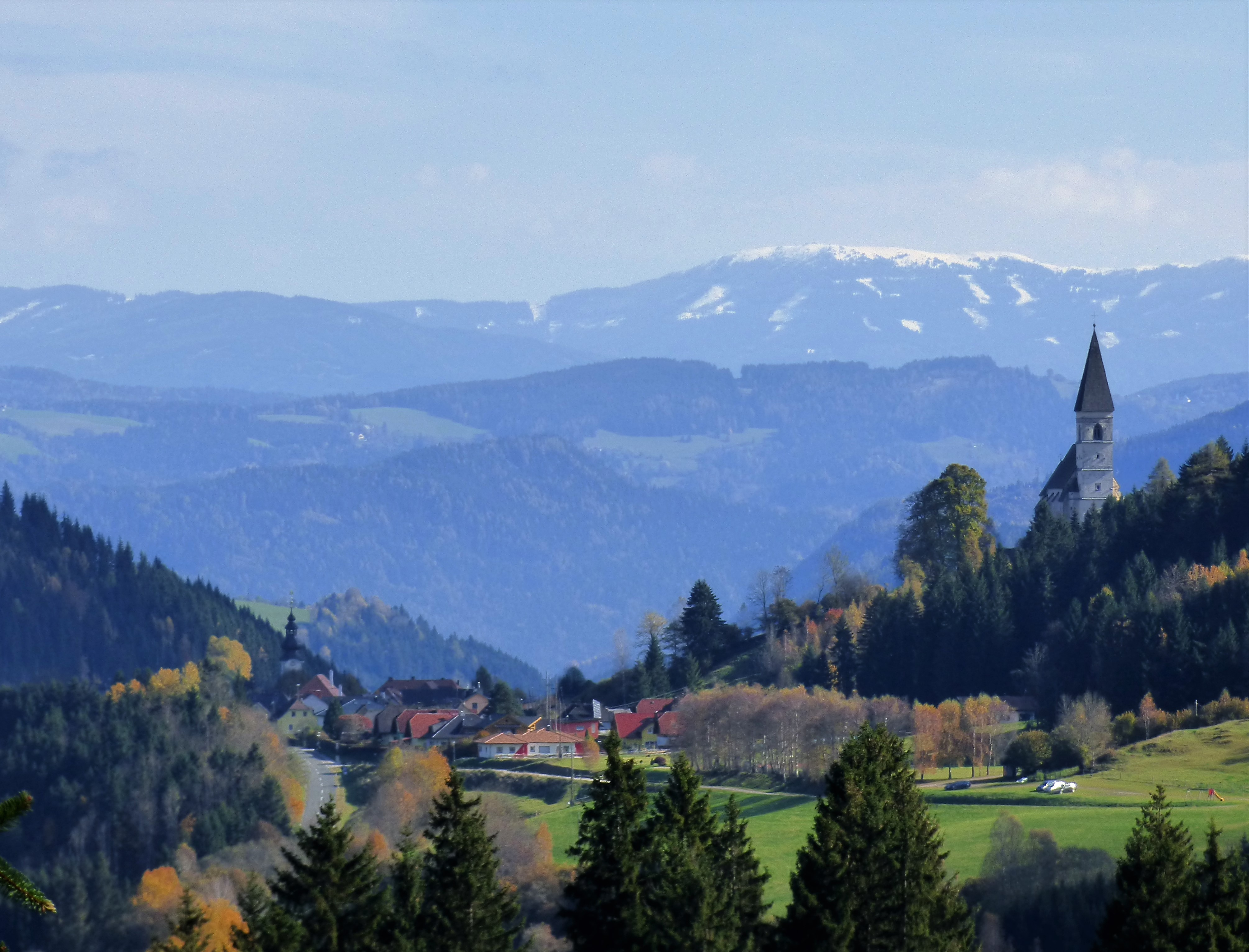
Grades, gehört zum Metnitzal in engerem Sinn

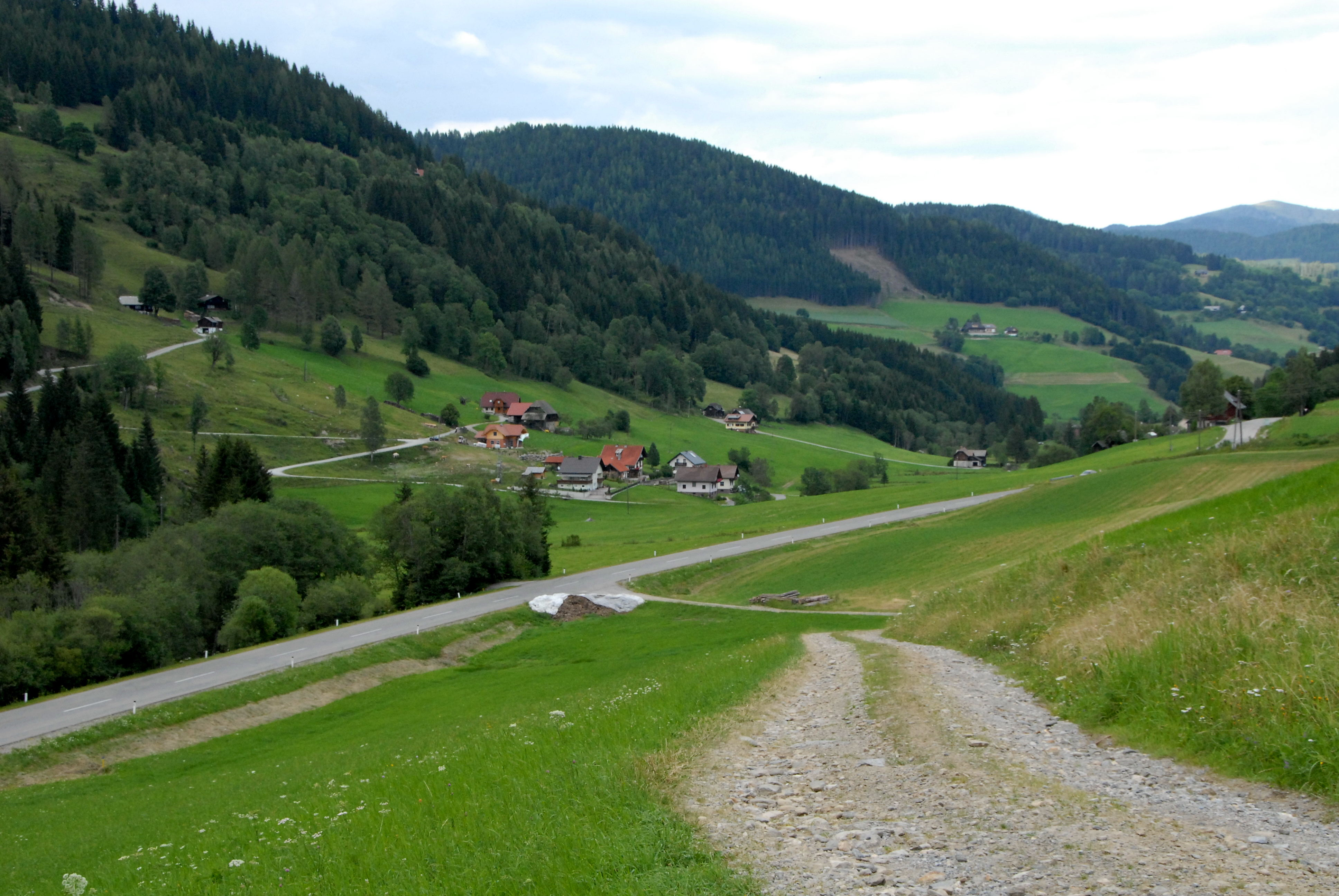
Metnitztal bei Oberhof; die dahinterliegenden Hänge der Metnitzer Alpen gehören nicht zum Metnitztal im engsten Sinn

Das Metnitztal ist eine Region in Kärnten, die nach der Metnitz benannt ist.
Der Begriff wird auf drei unterschiedliche Arten verwendet:
- Im weitesten Sinn bezeichnet man mit Metnitztal das gesamte Kärntner Einzugsgebiet der Metnitz; oft auch unter Einschluss des nicht in die Metnitz, sondern in die Mur entwässernden Anteils der Gemeinde Metnitz. In diesem Sinne erstreckt sich das Metnitztal ausgehend von der Flattnitzer Höhe im Westen bis zur Mündung der Metnitz in die Gurk bei Pöckstein-Zwischenwässern im Südosten, einschließlich des Kärntner Anteils an der Olsa.[1] Dieses Gebiet umfasst die Gemeinden Metnitz, Friesach und Micheldorf. Bedeutendster Ort in diesem Gebiet ist die Stadt Friesach.
- In engerem Sinn bezeichnet man mit Metnitztal das Einzugsgebiet der Metnitz oberhalb des Friesacher Felds; oft auch unter Einschluss des nicht in die Metnitz, sondern in die Mur (Fluss) entwässernden Anteils der Gemeinde Metnitz. Mitunter wird dafür auch der Begriff Oberes Metnitztal verwendet. In diesem Sinn erstreckt sich das Metnitztal ausgehend von der Flattnitz bis zum Austritt der Metnitz ins Friesacher Feld.[2] Dieses Gebiet umfasst die Gemeinde Metnitz und den nordwestlichen Teil der Gemeinde Friesach, nämlich den Großteil der ehemaligen Gemeinde St. Salvator.
- Im engsten Sinn bezeichnet man mit Metnitztal lediglich den unmittelbaren Talbereich der Metnitz oberhalb des Friesacher Felds, umrahmt von den Metnitzer Alpen im Norden und dem Mödringbergzug im Süden.[3] In diesem Sinn deckt sich das Metnitztal mit dem Siedlungsgebiet im Talboden in der Gemeinde Metnitz und im nordwestlichsten Teil der Gemeinde Friesach und reicht von Oberhof Sonnseite im Westen bis etwa nach Mayerhofen im Osten. Dazu zählen beispielsweise die Ortschaften Metnitz und St. Salvator, nicht jedoch in den Seitentälern oder auf den Bergen liegende Orte wie Ingolsthal oder Feistritz.